# Куряты
Куряты — населённый пункт в Нижнеудинском районе Иркутской области. Входит в состав Каменского муниципального образования.

## География
Расположен в 10 км от административного центра района города Нижнеудинск.

## Население
| 2002 | 2010 | 2011 | 2012 |
| ---- | ---- | ---- | ---- |
| 510  | ↗524 | ↘523 | ↗533 |

## Улицы
| - ул. 1-я Железнодорожная, - ул. Береговая, - ул. Железнодорожная, | - ул. Луговая, - ул. Мира, - ул. Новая. |